# Bolda, Satu Mare
Bolda (maghiară Alsóboldád) este un sat în comuna Beltiug din județul Satu Mare, Transilvania, România.

 Acest articol despre o localitate din județul Satu Mare este deocamdată un ciot. Puteți ajuta Wikipedia prin completarea lui.